# イワン・フォミン
イワン・フォミン（Ivan Fomin, 1872年 - 1936年）は、ロシアの建築家。ロシアクラシシズムを専門とする建築史家としても知られる。
オリョール州オリョール生まれ。芸術アカデミー卒業後、レフ・ケークシェフやシェフテリ、ヴェヌアといったロシアを代表する建築家のアシスタントを務める。1910年から、ネオクラシシズムの信仰者・理論家となる。1917年から古典建築の改築というコンセプトを発表し、クラシシズムの簡素化と合理化を特徴とするプロレタリアクラシックの端を開いた。

## 代表作
- クラースヌィエ・ヴォロータ駅
- 運輸人民委員部ロシア連邦運輸省（旧運輸人民委員会）
- 鉄道員綜合診療所
- スポーツクラブ・ディナモ複合施設
- レンソヴィエト市議会官舎
- マルスの広場
- モスクワ大通りの中央郵便局
- アレクセイ・ポロフチェフ邸
- アスランベク＝ラーザレフ邸
- モスクワ市議会新館 など多数。